# Sutton Coldfield
Sutton Coldfield város az Egyesült Királyságban, Angliában, West Midlands régióban. Lakossága 95 ezer fő volt 2011-ben.

## Látnivalók
Fő látnivalók és szabadidős helyek a városban és környékén:
- Echills Wood Railway
- Kingsbury Water Park
- Sutton Park National Nature Reserve
- The Mitchell Centre (bevásárlás)

## Nevezetes személyek
- Stephanie Shirley üzletasszony, filantróp
- Ken Miles autóversenyző